# Qutrit
Un qutrit (millor dit: qtrit, per analogia amb qbit, de l'anglès qutrit, de quantum trit, trit quàntic) és una unitat d'informació quàntica de 3 estats; la informació emmagatzemada en un qutrit pot superposar-se com ocorre en els qbit, però anàlogament als trit, és a dir, permet prendre el valor 0, 1 i 2 (estats fonamentals) en un registre de combinacions possibles de {\displaystyle 3^{n}}.
Els 3 estats d'un qutrit es representen com Ket zero, Ket un i Ket dos (|0>, |1>, |2>).
Com els estats bàsics de la informació en sistemes quàntics han de ser ortogonals per ser fidelment distingits, els estats bàsics han de ser-ho també físicament. Els Qbits ho aconsegueixen utilitzant l'Espai de Hilbert H2, corresponent a un spin incrementat i spin decrementat. Els Qutrits requereixen un espai de Hilbert tridimensional, denominat H3. Com passa amb els qbits, un qutrit pot ser expressat per la combinació lineal dels seus estats bàsics, donats de la forma:
{\displaystyle |\psi \rangle =\alpha |0\rangle +\beta |1\rangle +\gamma |2\rangle }
Aquestes estructures tenen algunes peculiaritats quan són emprades per emmagatzemar informació quàntica. Per exemple, són molt més robustes a la 
decoherència quàntica davant les interaccions de l'entorn. En realitat, manipular qutrits directament és enutjós, raó per la qual s'empren entrellaçats entre aquests i un qbit.